# Johan av Berry
Johan av Berry eller Johan I av Berry (franska Jean I:er de Berry, eller i folkmun "Jean le Magnifique"), född 30 november 1340 i Vincennes, död 15 juni 1416 i Paris, var en fransk prins.  Han var regerande greve av Poitou från 1357, regerande hertig av Berry och Auvergne från 1360, och regerande greve av Auvergne från 1404. Han var Frankrikes regent under sin brorson kungens omyndighet mellan 1380 och 1388. 

## Biografi
Han var Johan II av Frankrikes och Bonne av Luxemburgs tredje son.
Han blev regerande hertig av Berry och regerande hertig av Auvergne år 1360, när hans far skapade hertigdömet Berry och hertigdömet Auvergne av tidigare kronområden. År 1369 fick han Poitou av sin bror Karl V.
Mellan 1380 och 1388 var han fransk regent under sin brorsons omyndighet. 
Han blev år 1404 genom giftermål, jure uxoris, regerande greve av Auvergne och Montpensier.
Johan av Berry beställde bland annat Les Très Riches Heures.